# Digenis Akritas Morphou
Athlitikós Sýllogos Digenis Akritas Morphou (griechisch Αθλητικός Σύλλογος Διγενής Ακρίτας Μόρφου, deutsch Athletik Klub Digenis Akritas Morphou) ist ein zyprischer Fußballverein aus Morphou. Der Verein spielt in der dritten Liga.

## Geschichte
Der Verein wurde 1931 gegründet. Sein Name stammt vom mittelalterlichen Helden Digenis Akritas.
1970 stieg der Verein in die 1. Liga auf, und schaffte auf Anhieb den 2. Platz. Dieser berechtigte zur Teilnahme am UEFA-Pokal, wo man aber in der 1. Runde gegen den AC Mailand chancenlos war.
Durch den Zypernkonflikt wurde der Verein in den Süden Zyperns verdrängt. Limassol wurde die neue Heimat des Vereins. Dieser Umbruch führte dazu, dass sich der Verein in den folgenden Jahren in den Niederungen der Tabelle wiederfand. 1979 folgte der Abstieg in die 2. Liga.
Seit 1999 trägt der Verein seine Heimspiele im Makario-Stadion von Nikosia aus. In der Saison 2000/01 war das Team nochmals erstklassig, stieg aber sofort wieder ab. Seit 2011 spielte der Klub in der 3. Division, bis 2019 der Aufstieg in die Zweitklassigkeit gelang.
Der Verein hat auch eine Basketballabteilung, die 1967 und 1968 Meister wurde.

## Erfolge
- Zyprische Fußballmeisterschaft
  - 2. Platz 1970/71

- Zyprischer Fußballpokal
  - Finalist 2004/05

## 1. Liga
| Saison  | Platz | Tore  | Pkt.  |
| ------- | ----- | ----- | ----- |
| 1970/71 | 02.   | 21:15 | 27:17 |
| 1971/72 | 09.   | 12:20 | 20:24 |
| 1972/73 | 07.   | 26:30 | 26:26 |

| Saison  | Platz | Tore  | Pkt.  |
| ------- | ----- | ----- | ----- |
| 1973/74 | 08.   | 31:34 | 25:27 |
| 1974/75 | 13.   | 21:56 | 14:38 |
| 1975/76 | 13.   | 31:65 | 17:39 |

| Saison  | Platz | Tore  | Pkt.  |
| ------- | ----- | ----- | ----- |
| 1976/77 | 15.   | 17:71 | 14:46 |
| 1977/78 | 15.   | 30:61 | 19:41 |
| 1978/79 | 16.   | 21:65 | 13:41 |
| 2000/01 | 13.   | 28:78 | 11    |

## Teilnahmen an europäischen Vereinswettbewerben
| Saison  | Wettbewerb | Runde    | Gegner     | Gesamt | Hinspiel | Rückspiel |
| ------- | ---------- | -------- | ---------- | ------ | -------- | --------- |
| 1971/72 | UEFA-Pokal | 1. Runde | AC Mailand | 0:7    | 0:4 (A)  | 0:3 (H) a |

Gesamtbilanz: 2 Spiele, 0 Siege, 0 Unentschieden, 2 Niederlagen, 0:7 Tore (Tordifferenz: −7 Tore)